# Zehlendorf (Oranienburg)
Zehlendorf ist ein Ortsteil der Stadt Oranienburg im Landkreis Oberhavel in Brandenburg.

## Geographie
Zehlendorf befindet sich im Osten der Stadt und ist rund zehn Kilometer ostnordostwärts vom Zentrum entfernt. Zum Ort gehört der knapp drei Kilometer nordöstlich gelegene Wohnplatz Rehmate. Das Dorf befindet sich im Naturpark Barnim, liegt am Südrand vom Vogelschutzgebiet Obere Havelniederung, von dem es größtenteils umgeben ist und grenzt im Norden an das Landschaftsschutzgebiet Obere Havelniederung, zu dem auch Teile der Gemarkung gehören.
Nachbarorte sind Kreuzbruch (Ortsteil der Stadt Liebenwalde) im Norden, Stolzenhagen (Ortsteil der Gemeinde Wandlitz im Landkreis Barnim) im Osten, und die Oranienburger Ortsteile Wensickendorf im Süden und Schmachtenhagen im Westen.

## Geschichte
Zehlendorf wurde erstmals im Jahr 1335 als Zedelndorp urkundlich erwähnt. Im Jahre 1412 wurde als Eigentümer des Ortes die Familie von Götze genannt. Nachdem Louise Henriette Zehlendorf 1651 erworben hatte, unterstellte sie es dem Amt Bötzow, das nur ein Jahr später in Amt Oranienburg umbenannt wurde.
Im Jahre 1745 wurde Zehlendorf ein eigenes Amt. 1763 brannte der Amtssitz allerdings ab und wurde nach Friedrichsthal verlegt. 1767 wurde das Amt in Amt Friedrichsthal umbenannt. 1819 wurde das Amt Friedrichsthal aufgelöst, und Zehlendorf kam wieder zum Amt Oranienburg. 1819 verpachtete der preußische Staat das Gut Zehlendorf an Ernst Friedrich Wilhelm Kienitz, Generalpächter des Amtes Friedrichsthal. 1825 musste die Witwe Friederike Wilhelmine geb. Berger das Gut schuldenhalber verkaufen. 1826 wurde Gut Zehlendorf ein freies Rittergut.
Zehlendorf erhielt 1901 mit der Heidekrautbahn Eisenbahnanschluss an die Linie von Berlin nach Liebenwalde. Im Jahre 1927 wurde das Gut Zehlendorf an die Deutsche Gesellschaft für innere Kolonisation mit Sitz in Berlin verkauft, mit deren Hilfe die Besiedlung Zehlendorfs mit Landwirten erfolgen sollte.
Um das Germania-Klinkerwerk Oranienburg mit Ton zu versorgen, wurde die Tongrube Zehlendorf als Außenkommando des Konzentrationslagers Sachsenhausen angelegt, das bis 10. April 1945 existierte.
Am 26. Oktober 2003 erfolgte die Eingemeindung in die Stadt Oranienburg.
| Jahr      | 1875 | 1890  | 1910 | 1925  | 1933  | 1946  | 1993 | 1994 | 1995 | 1996 | 1997 | 1998 | 1999 | 2000 | 2001 | 2002 | 2006 |
| --------- | ---- | ----- | ---- | ----- | ----- | ----- | ---- | ---- | ---- | ---- | ---- | ---- | ---- | ---- | ---- | ---- | ---- |
| Einwohner | 904  | 1.012 | 999  | 1.024 | 1.065 | 1.329 | 944  | 959  | 979  | 955  | 958  | 971  | 956  | 974  | 981  | 986  | 1021 |

## Wirtschaft und Infrastruktur

### Großsender Zehlendorf

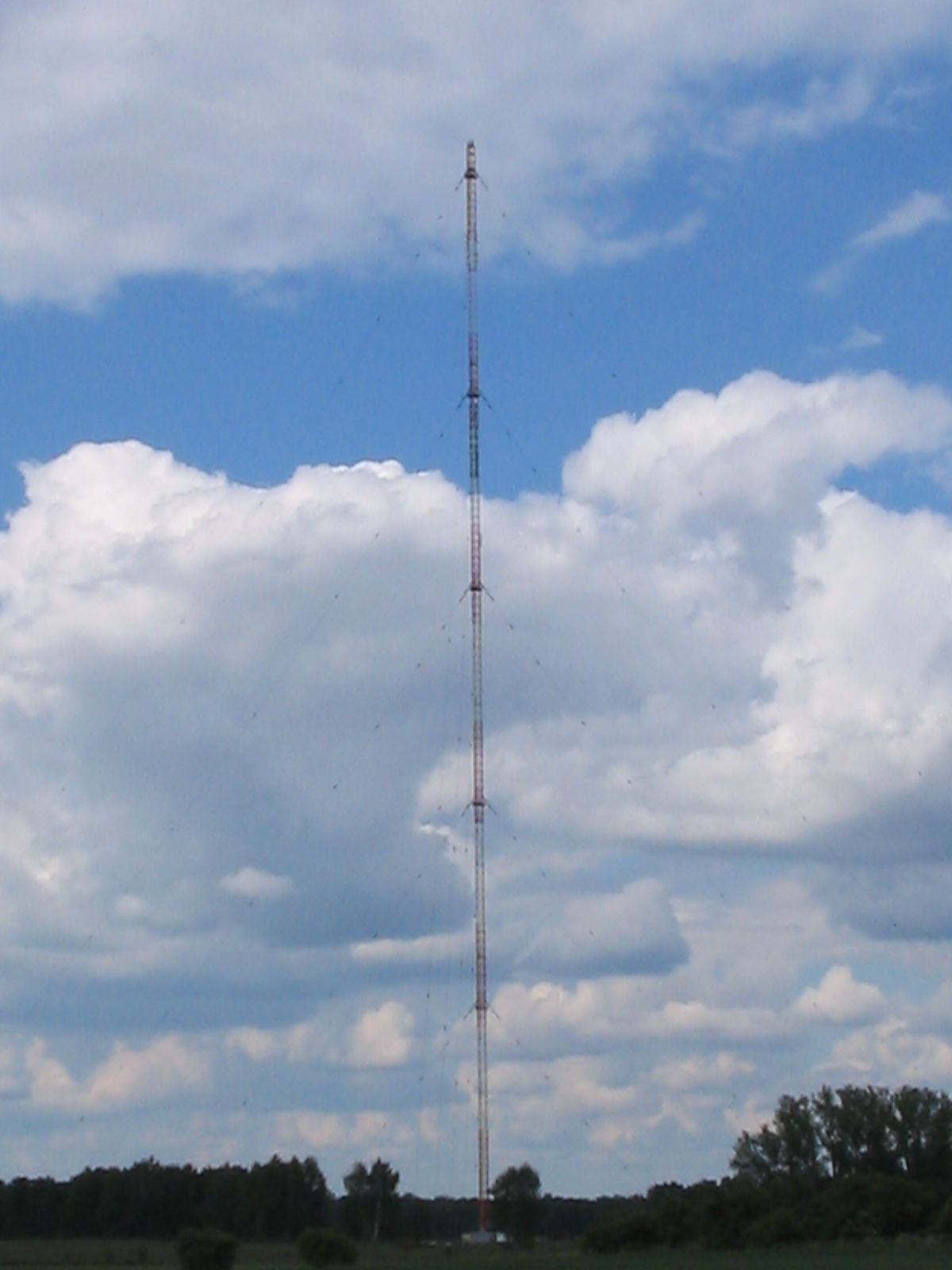
Ehemalige LW-Antenne Zehlendorf

Zehlendorf bei Oranienburg war seit 1936 Standort von Sendeeinrichtungen.
Seine Langwellen-Sendeeinrichtung gehörte zu den leistungsstärksten ihrer Art in Europa. Sie strahlte unter anderem das 24-Stunden-Programm von Deutschlandradio Kultur auf der Frequenz 177 kHz mit einer Sendeleistung von 500 kW (früher 1000 kW) aus. Die Ausstrahlungen wurden Ende 2014 eingestellt und der letzte verbliebene Sendemast am 25. März 2017 gesprengt.

### Windenergie
In Zehlendorf existiert seit 2003 ein kleiner Windpark bestehend aus drei Vestas V 47 Windkraftanlagen, welche auf 76 m hohen Stahlfachwerktürmen montiert sind und eine Leistung von 660 kW haben.

## Verkehr
Seit dem 21. Mai 1901 besitzt Zehlendorf einen Haltepunkt an der Heidekrautbahn von Berlin-Wilhelmsruh (ab 1950 Berlin-Blankenburg, ab 1976 Berlin-Karow) nach Liebenwalde. Dieser war ab dem 30. November 1997 zwischenzeitlich außer Betrieb und wurde probeweise vom 16. April 2007 bis zum 31. Dezember 2007 wieder werktags von der NEB Betriebsgesellschaft mbH bedient.
Außerdem ist Zehlendorf durch eine Buslinie mit Oranienburg und Liebenwalde verbunden. Im Ortskern kreuzen sich die Landstraßen 21 und 29.

## Sonstiges
- Ortsvorsteherin ist Anja Rosenow-Doil
- Durch den Ort führt die Deutsche Tonstraße.